# Le Nouveau Seigneur du village
Le Nouveau Seigneur du village, també conegut com On ne badine pas avec l'amour, i conegut en anglès com No Trifling With Love i com The New Lord of the Village, és un curtmetratge mut francès de 1907 dirigida per Georges Méliès, i supervisay per un actor-director empleat de Méliès, conegut com a Manuel.

## Producció
La pel·lícula és una de les moltes realitzades l'any 1907 per a Méliès per l'actor Manuel. Méliès gairebé mai va aparèixer a les pel·lícules de Manuel, que es van fer principalment al més gran dels dos estudis de Méliès, l'Estudi B.
El repartiment inclou Fernande Albany com a mare i una Mademoiselle Bodson com a núvia. L'actor no identificat que interpreta el marquès passaria a interpretar el baró Munchausen a la pel·lícula de Méliès de 1911 Les Hallucinations du baron de Münchhausen, mentre que l'actor que interpretava l'agutzil ja havia tingut un paper semblant a la pel·lícula de Méliès de 1905 La Légende de Rip Van Winkle.

## Estrena
Le Nouveau Seigneur du village va ser venut per la Star Film Company de Méliès i està numerat 1132–1145 als seus catàlegs, on es va anunciar com una scène comique à spectacle. Als Estats Units, es va vendre amb el títol No Trifling With Love. Des d'aleshores, la pel·lícula també es coneix com The New Lord of the Village; aquest títol es va utilitzar per a la restauració de David Shepard llançada a casa vídeo l'any 2008. En francès, la pel·lícula també s'ha denominat On ne badine pas avec l'amour'.